# Germán Schreiber
Germán Schreiber Waddington (Huaraz, 1862 – Lima, 16 de agosto de 1930) fue un político peruano. Fue diputado por Huaraz (1886-1891 y 1901-1908), senador por Ancash (1909-1919), ministro de Hacienda y Comercio (1907-1908, 1910 y 1914-1915) y presidente del Consejo de Ministros (1910 y 1914-1915).

## Primeros años
Fue hijo de Alois Schreiber y Julia Esther Waddington. Su padre, ingeniero de minas, era un exiliado austríaco —agente consular del Imperio austrohúngaro desde 1885— afincado en el Perú por sus ideas liberales, y su madre, nieta de un cónsul inglés destacado a Huaraz (el primer cónsul inglés en Sudamérica). Durante su juventud apoyó a su padre en el comercio y la administración de su hacienda familiar en su tierra natal. 
En 1887, asumió el cargo de Cónsul de Austria en Huaraz, puesto dejado por su padre, quien falleció el año anterior.

## Parlamentario
Inició su carrera política militando en el Partido Civil. En 1886 fue elegido por primera vez como diputado por la provincia de Huaraz, siendo reelegido en 1889,
 1901 y 1907.
En 1909 fue elegido senador por Ancash, representación en la que se mantuvo hasta 1919. Su labor parlamentaria estuvo enderezada a reformar radicalmente el sistema político vigente:

A base de la experiencia vinculada a la aplicación de la carta constitucional de 1860, promovió en su cámara una serie de reformas (supresión del sistema de renovación legislativa por tercios, supresión de los diputados suplentes y los vicepresidentes, y extensión del periodo presidencial a cinco años) que entonces fueron rechazadas, pero luego incorporadas a la constitución de 1920.
Alberto Tauro del Pino

## Ministro de Estado
En el primer gobierno de José Pardo y Barreda fue nombrado ministro de Hacienda y Comercio, formando parte del gabinete ministerial presidido por Agustín Tovar Aguilar, que juró el 1 de agosto de 1907. Se mantuvo en el gabinete hasta el cambio de gobierno, el 24 de septiembre de 1908.
En  el primer gobierno de Augusto B. Leguía volvió a ser nombrado ministro de Hacienda y Comercio, el formando parte del gabinete presidido por Javier Prado Ugarteche que juró 13 de marzo de 1910. Cuando Prado renunció el 25 de julio, Schreiber asumió la presidencia del Consejo de Ministros, conservando el portafolio de Hacienda. En ambos cargos se mantuvo hasta el 21 de octubre, cuando renunció, debido a las discrepancias entre el Legislativo y el Ejecutivo.
Al renovarse el Partido Civil, durante la crisis partidaria surgida por el cisma de Leguía y sus seguidores, pasó a formar parte de la junta directiva de dicho partido, desde el 6 de enero de 1912.
Durante el gobierno provisorio del general Oscar R. Benavides fue nuevamente nombrado presidente del Consejo de Ministros y ministro de Hacienda y Comercio, de 11 de noviembre de 1914 a 17 de febrero de 1915. Su programa puso énfasis en la economía en el manejo de los fondos públicos y la libertad electoral. Una vez cumplidos sus objetivos, renunció y regresó a la labor parlamentaria.
Al producirse el golpe de Estado de Augusto B. Leguía en 1919 y la subsiguiente disolución del Congreso, Schreiber se apartó definitivamente de la política.